# Алчак
Алчак (на гръцки: Χαμηλό, Хамило, до 1926 година Αλτσάκ, Алцак) е село в Гърция, дем Пеония, област Централна Македония.

## География
Селото е разположено на 180 m надморска височина, в североизточните поли на планината Паяк (Пайко) на 4 km югозападно от граничния контролно-пропускателен пункт със Северна Македония Сехово (Идомени) и на 26 km северно от град Боймица (Аксиуполи).

## История

### В Османската империя
В XIX век Алчак е турско село в каза Аврет Хисар на Османската империя. „Етнография на вилаетите Адрианопол, Монастир и Салоника“, издадена в Константинопол в 1878 година и отразяваща статистиката на населението от 1873 година, Алджак (Aldjak) е посочено като село в каза Аврет Хисар със 160 домакинства и 455 жители мюсюлмани.

### В Гърция
В 1913 година след Междусъюзническата война селото попада в Гърция. Селото е изпуснато в преброяването от 1913 година. По време на Първата световна война е насилствено изселено, защото тук минава фронтовата линия. След войната е обновено.
Боривое Милоевич пише в 1921 година („Южна Македония“), че Алчак-махала (Алчак-Махала) има 55 къщи турци. В 1923 година по силата на Лозанския договор населението му е изселено в Турция и на негово място са настанени гърци бежанци, както и едно гъркоманско семейство от Моин. В 1928 година Алчак е чисто бежанско село с 44 семейства и 125 жители бежанци.
Населението традиционно произвежда жито, тютюн и други земеделски продукти, като се занимава и със скотовъдство.
| Година    | 1913 | 1920 | 1928 | 1940 | 1951 | 1961 | 1971 | 1981 | 1991 | 2001 | 2011 | 2021 |
| --------- | ---- | ---- | ---- | ---- | ---- | ---- | ---- | ---- | ---- | ---- | ---- | ---- |
| Население |      | 144  | 219  | 283  | 220  | 258  | 154  | 163  | 140  | 154  | 117  | 92   |